# Le Capital
Le Capital is een Franse dramafilm uit 2012 onder regie van Costa-Gavras.

## Verhaal
Als artsen kanker vaststellen bij de bestuursvoorzitter van een grote bank, moet de raad van bestuur op zoek naar een tijdelijke vervanger. Ze kiezen voor Marc Tourneuil, omdat ze denken dat hij gemakkelijk te controleren is. De gewetenloze belegger Dittmar Rigule tracht hem in zijn macht te krijgen. Marc is echter niet van plan om met zich te laten sollen.

## Rolverdeling
- Gad Elmaleh: Marc Tourneuil
- Gabriel Byrne: Dittmar Rigule
- Natacha Régnier: Diane Tourneuil
- Céline Sallette: Maud Baron
- Liya Kebede: Nassim
- Hippolyte Girardot: Raphaël Sieg
- Daniel Mesguich: Jack Marmande
- Olga Grumberg: Claude Marmande
- Bernard Le Coq: Antoine de Suze
- Philippe Duclos: Jean Rameur
- Yann Sundberg: Boris Breton
- Éric Naggar: Théo Craillon
- John Warnaby: Stanley Greenball
- Jean-Marie Frin: Oom Bruno
- Bonnafet Tarbouriech: Meester Tombière